# Тенсед (Ајдахо)
Тенсед (енгл. Tensed) град је у америчкој савезној држави Ајдахо.

## Демографија
По попису из 2010. године број становника је 123, што је 3 (-2,4%) становника мање него 2000. године.
| Група             | 2000.       | 2010.      |
| Белци             | 102 (81,0%) | 85 (69,1%) |
| Афроамериканци    | 0 (0,0%)    | 0 (0,0%)   |
| Азијати           | 0 (0,0%)    | 0 (0,0%)   |
| Хиспаноамериканци | 1 (0,8%)    | 1 (0,8%)   |
| Укупно            | 126         | 123        |